# Damernas lättvikts-dubbelsculler i rodd vid olympiska sommarspelen 2012
Damernas lättvikts-dubbelsculler i rodd vid olympiska sommarspelen 2012 avgjordes mellan den 29 juli och 4 augusti 2012.

## Medaljörer
| Gren                    | Guld                                             | Silver                        | Brons                                            |
| Lättvikts-dubbelsculler | Katherine Copeland Sophie Hosking Storbritannien | Xu Dongxiang Huang Wenyi Kina | Christina Giazitzidou Alexandra Tsiavou Grekland |

## Resultat

### Heat

#### Heat 1
| Placering | Roddare                             | Land           | Tid     | Noteringar |
| --------- | ----------------------------------- | -------------- | ------- | ---------- |
| 1         | Sophie Hosking Katherine Copeland   | Storbritannien | 6:56,96 | Q          |
| 2         | Anne Lolk Thomsen Juliane Rasmussen | Danmark        | 6:59,94 | Q          |
| 3         | Louise Ayling Julia Edward          | Nya Zeeland    | 7:02,78 | R          |
| 4         | Yaima Velázquez Yoslaine Dominguez  | Kuba           | 7:12,99 | R          |
| 5         | Maria Rohner Milka Kraljev          | Argentina      | 7:33,37 | R          |
| 6         | Sara Mohamed Baraka Fatma Rashed    | Egypten        | 7:45,23 | R          |

#### Heat 2
| Placering | Roddare                                 | Land          | Tid     | Noteringar |
| --------- | --------------------------------------- | ------------- | ------- | ---------- |
| 1         | Christina Giazitzidou Alexandra Tsiavou | Grekland      | 7:03,66 | Q          |
| 2         | Bronwen Watson Hannah Every-Hall        | Australien    | 7:05,30 | Q          |
| 3         | Kristin Hedstrom Julie Nichols          | USA           | 7:08,46 | R          |
| 4         | Rianne Sigmond Maaike Head              | Nederländerna | 7:10,49 | R          |
| 5         | Lindsay Jennerich Patricia Obee         | Kanada        | 7:10,89 | R          |
| 6         | Luana de Assis Fabiana Beltrame         | Brasilien     | 7:34,37 | R          |

#### Heat 3
| Placering | Roddare                       | Land     | Tid     | Noteringar |
| --------- | ----------------------------- | -------- | ------- | ---------- |
| 1         | Xu Dongxiang Huang Wenyi      | Kina     | 7:15,57 | Q          |
| 2         | Lena Müller Anja Noske        | Tyskland | 7:19,24 | Q          |
| 3         | Atsumi Fukumoto Akiko Iwamoto | Japan    | 7:30,29 | R          |
| 4         | Kim Myung-Shin Kim Sol-Ji     | Sydkorea | 7:31,98 | R          |
| 5         | Pham Thi Hai Pham Thi Thao    | Vietnam  | 7:40,06 | R          |

### Återkval

#### Återkval 1
| Placering | Rower                            | Land          | Tid     | Noteringar |
| --------- | -------------------------------- | ------------- | ------- | ---------- |
| 1         | Rianne Sigmond Maaike Head       | Nederländerna | 7:19,26 | Q          |
| 2         | Louise Ayling Julia Edward       | Nya Zeeland   | 7:19,26 | Q          |
| 3         | Atsumi Fukumoto Akiko Iwamoto    | Japan         | 7:23,79 | Q          |
| 4         | Luana de Assis Fabiana Beltrame  | Brasilien     | 7:27,46 |            |
| 5         | Pham Thi Hai Pham Thi Thao       | Vietnam       | 7:37,64 |            |
| 6         | Sara Mohamed Baraka Fatma Rashed | Egypten       | 7:54,01 |            |

#### Återkval 2
| Placering | Rower                              | Land      | Tid     | Noteringar |
| --------- | ---------------------------------- | --------- | ------- | ---------- |
| 1         | Kristin Hedstrom Julie Nichols     | USA       | 7:13,82 | Q          |
| 2         | Lindsay Jennerich Patricia Obee    | Kanada    | 7:15,37 | Q          |
| 3         | Yaima Velázquez Yoslaine Dominguez | Kuba      | 7:19,33 | Q          |
| 4         | Kim Myung-Shin Kim Sol-Ji          | Sydkorea  | 7:27,95 |            |
| 5         | Maria Rohner Milka Kraljev         | Argentina | 7:40,72 |            |

### Semifinaler A/B

#### Semifinal 1
| Placering | Roddare                                 | Land           | Tid     | Noteringar |
| --------- | --------------------------------------- | -------------- | ------- | ---------- |
| 1         | Katherine Copeland Sophie Hosking       | Storbritannien | 7:05,90 | Q          |
| 2         | Christina Giazitzidou Alexandra Tsiavou | Grekland       | 7:09,01 | Q          |
| 3         | Lena Müller Anja Noske                  | Tyskland       | 7:10,16 | Q          |
| 4         | Kristin Hedstrom Julie Nichols          | USA            | 7:12,61 |            |
| 5         | Louise Ayling Julia Edward              | Nya Zeeland    | 7:15,06 |            |
| 6         | Yaima Velasquez Yoslaine Dominguez      | Kuba           | 7:21,86 |            |

#### Semifinal 2
| Placering | Roddare                             | Land          | Tid     | Noteringar |
| --------- | ----------------------------------- | ------------- | ------- | ---------- |
| 1         | Dongxiang Xu Wenyi Huang            | Kina          | 7:10,39 | Q          |
| 2         | Anne Lolk Thomsen Juliane Rasmussen | Danmark       | 7:10,93 | Q          |
| 3         | Bronwen Watson Hannah Every-Hall    | Australien    | 7:12,35 | Q          |
| 4         | Lindsay Jennerich Patricia Obee     | Kanada        | 7:14,83 |            |
| 5         | Rianne Sigmond Maaike Head          | Nederländerna | 7:19,31 |            |
| 6         | Atsumi Fukumoto Akiko Iwamoto       | Japan         | 7:34,23 |            |

### Finaler

#### Final C
| Placering | Canoer                           | Land      | Tid     | Noteringar |
| --------- | -------------------------------- | --------- | ------- | ---------- |
| 1         | Luana de Assis Fabiana Beltrame  | Brasilien | 7:41,43 |            |
| 2         | Kim Myung-Shin Kim Sol-Ji        | Sydkorea  | 7:44,03 |            |
| 3         | Maria Rohner Milka Kraljev       | Argentina | 7:44,62 |            |
| 4         | Pham Thi Hai Pham Thi Thao       | Vietnam   | 7:51,82 |            |
| 5         | Sara Mohamed Baraka Fatma Rashed | Egypten   | 8:14,17 |            |

#### Final B
| Placering | Canoer                             | Land          | Tid     | Noteringar |
| --------- | ---------------------------------- | ------------- | ------- | ---------- |
| 1         | Lindsay Jennerich Patricia Obee    | Kanada        | 7:17,24 |            |
| 2         | Rianne Sigmond Maaike Head         | Nederländerna | 7:20,36 |            |
| 3         | Louise Ayling Julia Edward         | Nya Zeeland   | 7:22,78 |            |
| 4         | Yaima Velasquez Yoslaine Dominguez | Kuba          | 7:23,25 |            |
| 5         | Kristin Hedstrom Julie Nichols     | USA           | 7:23,31 |            |
| 6         | Atsumi Fukumoto Akiko Iwamoto      | Japan         | 7:32,12 |            |

#### Final A
| Placering | Roddare                                 | Land           | Tid     | Noteringar |
| --------- | --------------------------------------- | -------------- | ------- | ---------- |
| 1         | Katherine Copeland Sophie Hosking       | Storbritannien | 7:09,30 |            |
| 2         | Dongxiang Xu Wenyi Huang                | Kina           | 7:11,93 |            |
| 3         | Christina Giazitzidou Alexandra Tsiavou | Grekland       | 7:12,09 |            |
| 4         | Anne Lolk Thomsen Juliane Rasmussen     | Danmark        | 7:15,53 |            |
| 5         | Bronwen Watson Hannah Every-Hall        | Australien     | 7:20,68 |            |
| 6         | Lena Müller Anja Noske                  | Tyskland       | 7:22,18 |            |